# Zolotica
Zolotica, Zolotnica, Zimní Zolotica nebo také Velká Zolotica (rusky Золотица, Золотница, Зимняя Золотица nebo Большая Золотица) je řeka v Archangelské oblasti v Rusku. Je 177 km dlouhá. Povodí má rozlohu 1950 km².

## Průběh toku
Protéká po západní části Bělomořsko-kulojské planiny. Ústí do Bílého moře východně od Dvinské zátoky.

## Vodní stav
Zdroj vody je sněhový a dešťový. Průměrný průtok vody činí 22,7 m³/s.